# Лоренс (Индиана)
Лоренс (англ. Lawrence) — город в округе Марион в штате Индиана США. По данным переписи 2020 года, численность населения составляла 49 370 человек.

## Население
| 2010   | 2020    |
| ------ | ------- |
| 46 001 | ↗49 370 |